# تماده اسکندریه
تماده اسکندریه (انگلیسی: Tomaida de Alejandría؛ سدهٔ پنجم میلادی – ۴۷۶ پیش از میلاد) یک قدیس و شهید مسیحی است، او در ۱۴ آوریل در کلیسای کاتولیک رومی و کلیسای ارتدکس شرقی مورد تجلیل و تکریم قرار می‌گیرد.

## اوایل زندگی
تماده در سدۀ پنجم میلادی متولد شد و بومی اسکندریه مصر بود. سرانجام،  تماده با یک ماهیگیر ازدواج کرد، پدرشوهرش به زودی شیفته تماده شد و سعی کرد او را برای نزدیکی جنسی اغوا کند.
او در حالی که از پاکدامنی خود دفاع می‌کرد، توسط پدرشوهرش با ضربات چاقو کشته شد. پس از این حادثه پدرشوهرش نابینا شد. او محاکمه و محکوم شد و دیری نپایید که به دلیل جنایت خود، به قطع سر محکوم شد.